# Wayãmpi
El Wayãmpi (Guaiapi, Guayapi, Oiampí, «Oiampipucu», Oiumpian, Oyampí, Oyampík, «Oyampipuku», Oyanpík, Oyapí, Waiampi, Waiãpi, Wajapae, Wajapi, Wajapuku, Wayampi, Wayapae, Wayapi, Wayãpi) és una llengua ameríndia del grup de les Llengües tupí parlada pels wayãmpis, poble que viu en 8 pobles a l'oest de l'estat d'Amapá al nord del riu Pará (afluents de l'alt Amapari) al Brasil, així com a la Guaiana Francesa, la part superior del riu Oyapok, en dos pobles, un prop de la Camopi i Masikilí. Té tres dialectes parlats a Brasil (Oiyapoque, Amapari i Jari) i dos a la Guaiana Francesa (Oiyapoque, Wajapuku).